# Склютовський Лазар Григорович
Ла́зар Григорович Склюто́вський  (* 1914), театральний декоратор і графік, родом з Харкова. У 1934 закінчив Харківський художній інститут, учень О. Хвостенка-Хвостова. 
Оформлення вистав
- «Демон» А. Рубінштейна (1948, у співавторстві з Л. Рабиновичем; Київ. Театр Опери та Балету);
- «Дівоче серце», О. Сандлера (1960; Київ. Театр Оперети)

та ін.
Книжкова графіка
- «Рамаяна» (1959);
- «Одіссея» Гомера (1964);
- «Лірика» Я. Райніса (1965);
- Альбом «Через п'ять морів та два океани» (1965);
- Збірка п'єс О. Корнійчука (1972)

та ін.